# Metacercops hexactis
Metacercops hexactis là một loài bướm đêm thuộc họ Gracillariidae. Nó được tìm thấy ở Ethiopia.